# St. Nikolai (Ballenstedt)

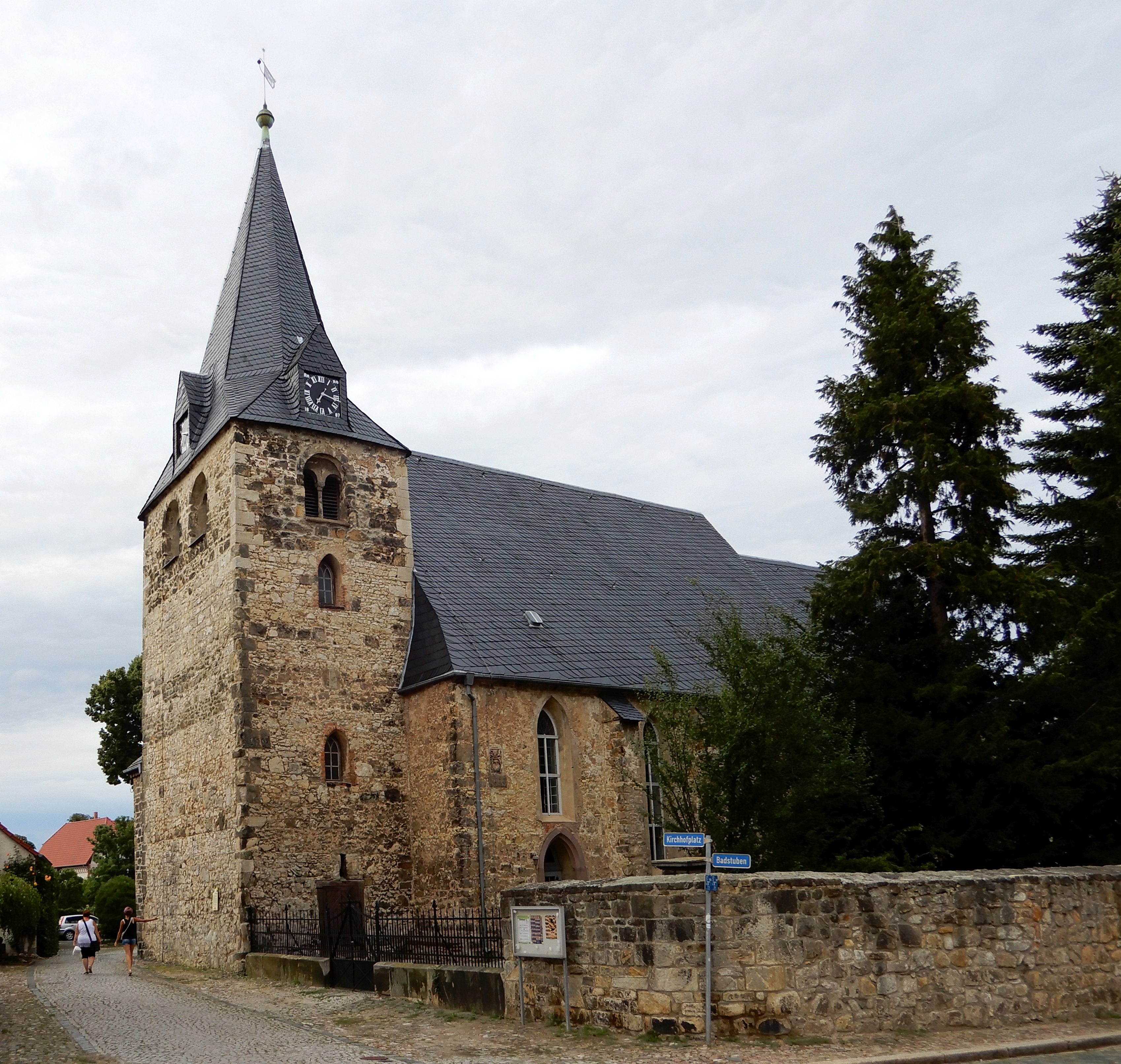
St. Nikolai (Ballenstedt)

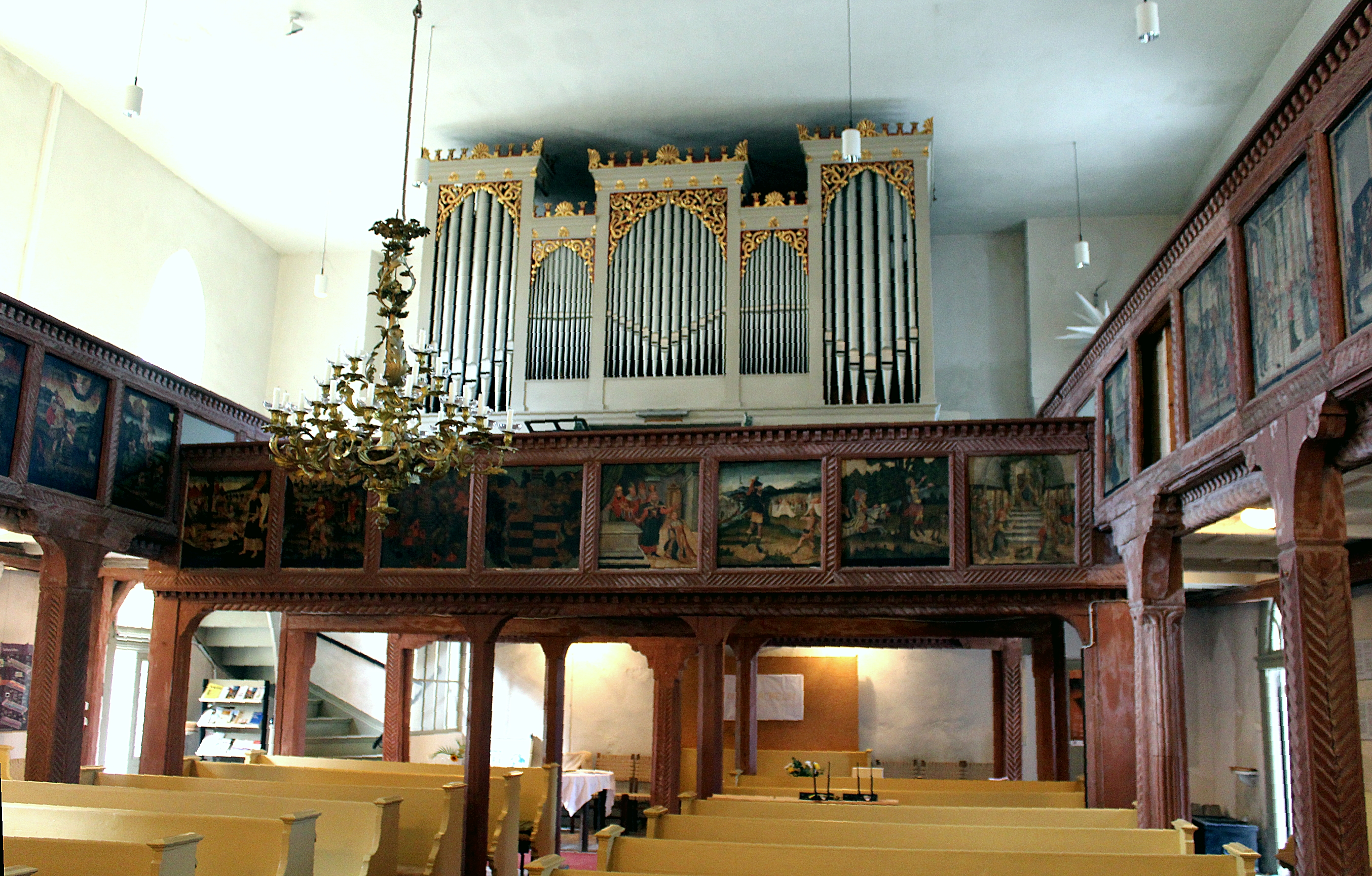
Blick zur Orgel

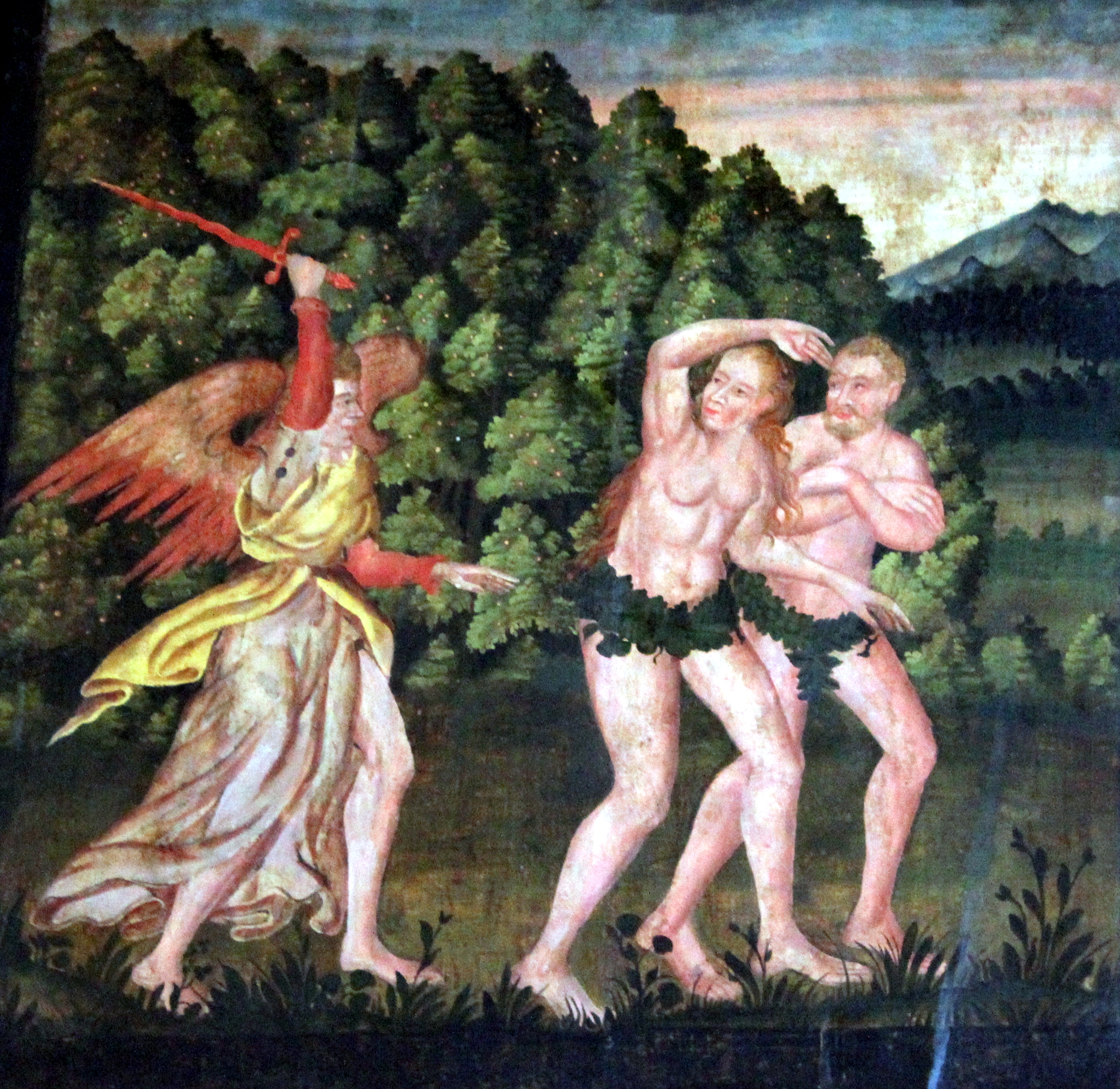
Vertreibung aus dem Paradies

Die evangelische Stadtkirche St. Nikolai ist eine gotische Saalkirche mit älteren Bauteilen in Ballenstedt im Landkreis Harz in Sachsen-Anhalt. Sie gehört zur Kirchengemeinde St. Nikolai im Kirchenkreis Ballenstedt der Evangelischen Landeskirche Anhalts.

## Geschichte und Architektur
Das Bauwerk ist eine Saalkirche mit eingezogenem, langgestrecktem, dreiseitig geschlossenem Chor und einem Westturm, der aus einem Bauwerk des 12. Jahrhunderts übernommen worden war. Schiff und Chor wurden nach dem Stadtbrand im Jahr 1498 (eine Inschrift 1500 mit Wappen der Familie von Stammer befindet sich an der südlichen Schiffswand) erneuert. Im Jahr 1326 wurde eine Kapelle erbaut. Der bruchsteinsichtige Westquerturm ist mit gekuppelten Rundbogenöffnungen als Klangarkaden versehen, welche Reste von Würfelkapitellen zeigen. Schiff und Chor sind verputzt. Sämtliche Fenster haben kein Maßwerk mehr; in der Ostwand des Chores ist ein Maßwerk vermauert. Je drei Strebepfeiler auf der Nord- und Südseite stammen aus den Jahren 1692/93. Der nördliche Treppenanbau am Turm und die Sakristei stammen aus den Jahren 1882–1883.
Innen ist der Turm im Erdgeschoss tonnengewölbt. Der flachgedeckte Saal ist nach einer Restaurierung im Jahr 1970 von nüchterner Wirkung. Im Chor ist eine Farbverglasung eingebaut, die in den Jahren 1877/78 von Wilhelm von Krosigk und seiner Frau gestiftet wurde. Sie zeigt außer den Stifterwappen im Nord- und Südfenster im Polygon Petrus und Paulus, den Evangelisten Johannes, den segnenden Christus, Luther, Melanchthon und den Fürsten Wolfgang von Anhalt. Im südlichen Schiff ist ein Farbglasfenster mit dem tröstenden Christus von 1929 eingesetzt.

## Ausstattung
Die nach der Art der niedersächsischen Fachwerkarchitektur beschnitzten Emporen in den Längswänden und der Westseite stammen inschriftlich aus dem Jahr 1587 und sind mit Hans und Markus Becker bezeichnet; sie zeigen in den quadratischen Feldern der Brüstung einen unvollständigen Gemäldezyklus mit heilsgeschichtlichen Darstellungen des Alten und des Neuen Testaments. darunter die Erschaffung Evas, den Sündenfall, die Vertreibung aus dem Paradies, den Brudermord Kains, die Berufung Noahs, den Beginn der Sintflut, Loths Töchter, die Opferung Isaaks, Joseph bei Pilatus, die Eroberung Jerusalems, Salomons Urteil, Mariä Verkündigung, die Geburt Jesu, die Anbetung der Heiligen Drei Könige, die Darbringung Jesu im Tempel, den zwölfjährigen Jesus im Tempel, die Hochzeit zu Kanaa sowie drei Wappen der fürstlichen und von Stammschen Patronate, alles wurde in den Jahren 1997/98 restauriert.
Die Kanzel mit zugehörigem Schalldeckel steht auf einer dorischen Säule und stammt aus dem 17. Jahrhundert, das Pult mit Cherubskopf und Akanthus ist jünger. Der Orgelprospekt stammt aus dem Jahr 1854, der klassizistische Prospekt mit Akroterschmuck ist mit Rankenwerk geschmückt und wurde 1960 renoviert. Das heutige Werk der Orgel stammt von Schuke Orgelbau aus dem Jahr 1957 mit 27 Registern auf zwei Manualen und Pedal. Der neugotische Taufpfeiler ist eine Stiftung des letzten Ministers des Herzogtums, Maximilian von Schaetzel.
An der nördlichen Ostwand des Schiffs ist ein Sandsteinsarkophag für Heinrich Stammer († 1552) und Frau († 1559) mit der Darstellung eines betenden Ehepaars unter einer Doppelarkade zu finden. In der Südostecke des Schiffs ist ein beachtenswertes Sandsteinepitaph für Gerhard Stammer († 1552) und Frau († 1572) in Anbetung des Kruzifixes aufbewahrt, im Giebelaufsatz ist Christus als Guter Hirte dargestellt. Nördlich an der Westwand des Schiffes ist ein Grabmal in Obeliskform für Frau Griesheim mit figürlichem und Rocailledekor aus dem Jahr 1717 von Christian Trothe in stark verwittertem Zustand erhalten, weiterhin ein klassizistischer Säulenstumpf als Denkmal für August Leberecht von der Lochau und Frau.